# José Antonio Caro
José Antonio Caro Díaz (ur. 3 maja 1994 w Sewilli) – znany jako Churripi, hiszpański piłkarz występujący na pozycji bramkarza w Albacete Balompié.